# Atticora fasciata
La golondrina fajiblanca (Atticora fasciata) es una especie de ave paseriforme de la familia Hirundinidae propia de América del Sur.
Se encuentra en Bolivia, Brasil, Colombia, Ecuador, Guayana Francesa, Guyana, Perú, Surinam y Venezuela.
Su hábitat son las zonas de ribera.